# Piroxeni
Grupa piroxenilor este o grupă înrudită cu mineralele din grupa silicaților, aceste minerale cristalizează în sistemul ortorombic, monoclinic, având o structură chimică complexă X2Si2O6, unde X poate fi înlocuit prin elementele sodiu, litiu, magneziu, calciu, fier, mangan, titan, zinc sau aluminiu. Duritatea mineralelor din această grupă este 5 - 6,5, culoarea verde deschis până la verde-brun sau culoarea bronzului. Urma fiind albă, nefiind radioactiv, cu un clivaj perfect, și o densitate de 3,2 - 4,0.
Minerale cu care se poate confunda este amfibolul ( amphibol ) care se diferențiază prin unghiul de clivaj 120 grade (la piroxeni unghiul de clivaj este 90 de grade).

## Clasificare
Piroxenii (pyroxen) după sistemul de cristalizare se împart în:
1. ortopiroxeni exemple: Bronzit, Hypersthen, Enstatit, sau Orthoferrosilit (Fe2(Si2O6)) au un conținut redus în calciu, însă este compensat prin conținutul mai mare în magneziu
2. clinopiroxeni

## Varietăți

### Clinopiroxeni
| - Egirin (Ägirin) - Augit - Diopsid - Chromdiopsid - Fassait - Jeffersonit - Esseneit - Hedenbergit | - Jadeit - Nephrit - Jervisit - Johannsenit - Kanoit - Klinoenstatit - Klinoferrosilit - Kosmochlor | - Namansilith - Natalyit - Omphacit - Petedunnit - Pigeonit - Spodumen - Kunzit - Hiddenit - Triphan |

### Ortopiroxeni
- Donpeacorit
- Enstatit
  - Bronzit
- Ferrosilit
- Nchwaningit

## Răspândire
Piroxenii pot să apară sub formă de cristale mici scurte prismatice (grăunțos) sau masivă compactă, în roci magmatice sărace în cuarț ca bazalt, gabro și piroxenit alcătuind a mare parte din scoarța pământului.
Clinopiroxeni bogați în calciu sunt frecvent întâlnite în roci metamorfice calcaroase, pe când ortopiroxenii sunt mai frecvent întâlniți împreună cu olivin și plagioclaz în meteoriții cu conținut sărac în fier.

## Utilizare
Unii piroxeni sunt folosiți ca pietre prețioase, ca de exemplu varietatea verde Enstatit sau Diopsid, ca și Hypersthen de culoare roșie-brună. Pe când din Jadeit se pot prelucra bijuterii cu linii fine, datorită structurii sale compacte.

## Istoric
Denumirea pyroxen provine din limba greacă pyros = foc și xenos = străin, această explicație se datorează faptului că priroxenii apar frecvent în lava vulcanilor.